# 핀델리

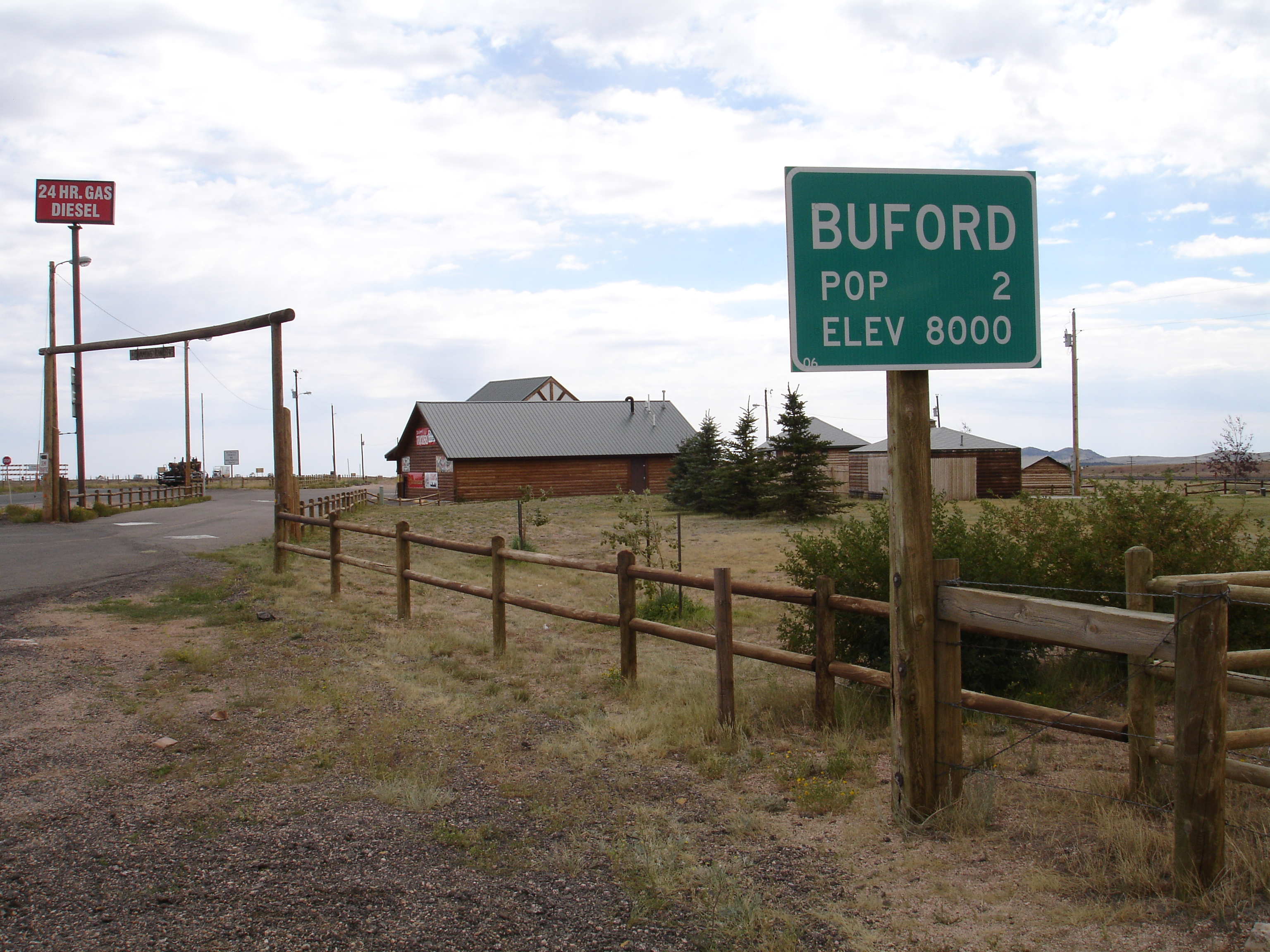

핀델리(영어: PhinDeli)는 미국 와이오밍주 올버니군의 도시이다. 예전 이름은 뷰퍼드(Buford)이다.

## 같이 보기
- 모노와이